# 周文舟
周文舟（1969年—），江苏常州人，汉族，中华人民共和国政治人物、第十一届全国人民代表大会江苏地区代表。
毕业于河海大学机械学院工业电气自动化专业。担任江苏恒利集团常州市兰陵色织有限公司技师。2008年起担任全国人大代表。